# Pseudo-Zellweger-Syndrom
Das Pseudo-Zellweger-Syndrom ist eine nicht mehr gebräuchliche Bezeichnung für D-bifunktionalen Enzym-Mangel (DBP-Mangel),  eine sehr seltene angeborene Erkrankung mit einer Störung des Fettsäurestoffwechsels in den Peroxisomen.
Die Erkrankung wird mit dem neonatalen Refsum-Syndrom (IRD) und der neonatalen Adrenoleukodystrophie (NALD) als Peroxisomenbiogenesedefekt (Peroxisomenbiogenesedefekt-Zellweger-Syndrom-Spektrum) zusammengefasst.
Gegenüber dem „echten“ Zellweger-Syndrom sind weiterhin das CADDS, Synonyme: Zellweger-ähnliches-Contiguous gene deletion-Syndrom; ABCD1-DXS1357E-Contiguous deletion-Syndrom und das Ahn-Lerman-Sagie-Syndrom, Synonym: Zellweger-ähnliches Syndrom ohne Anomalien der Peroxysomen abzugrenzen.
Synonyme sind: Thiolase-Mangel; englisch D-Bifunctional Protein Deficiency; 17-Beta-Hydroxysteroid Dehydrogenase IV Deficiency; DBP Deficiency; Peroxisomal Bifunctional Enzyme Deficiency; PBFE Deficiency
Die Erstbeschreibung stammt aus dem Jahre 1989 durch P. A. Watkins und Mitarbeiter.

## Verbreitung
Die Häufigkeit wird mit 1 zu 100.000 Neugeborenen angegeben, die Vererbung erfolgt autosomal-rezessiv.

## Ursache
Der Erkrankung liegen Mutationen im HSD17B4-Gen auf Chromosom 5 Genort q23.1 zugrunde.

## Klassifikation
Je nach gestörter Enzymaktivität der Β-Oxidation kann eine Einteilung erfolgen in
- Typ I mit Mangel an 2-enoyl-CoA Hydratase und 3-hydroxyacyl-CoA dehydrogenase
- Typ II mit Mangel nur an 2-enoyl-CoA Hydratase
- Typ III mit Mangel nur an 3-hydroxyacyl-CoA dehydrogenase[8]

## Klinische Erscheinungen
Klinische Kriterien sind:
- Krankheitsbeginn im Neugeborenenalter
- Muskelschwäche, Krampfanfälle, Gesichtsauffälligkeiten
- Hepatomegalie bei der Hälfte der Betroffenen[7]

Es gibt weniger schwere Ausprägungen der Erkrankung, auch als Typ IV bezeichnet, die dem Perrault-Syndrom ähnlich sind.

## Diagnose
Die Diagnose kann bereits vorgeburtlich aufgrund des Proteindefektes in Amnionzellkulturen gestellt werden.

## Heilungsaussicht
Die Prognose der Typen I – III gilt als schlecht, die meisten Kinder versterben innert der ersten Lebensjahre.